# Herpt
Herpt est un village situé dans la commune néerlandaise de Heusden, dans la province du Brabant-Septentrional.

## Histoire
Jusqu'au 1er janvier 1935, Herpt formait une commune indépendante avec le village de Bern, même si depuis 1904 les deux villages étaient séparés par la Bergsche Maas. À cette date, la commune fut supprimée, Bern rattaché à Nederhemert, et Herpt à Heusden.